# Canoa/kayak ai Giochi della XVIII Olimpiade - C2 1000 metri maschile
La competizione del C2 1000 metri di Canoa/kayak ai Giochi della XVIII Olimpiade si è disputata nei giorni dal 20 al 22 ottobre 1964 nel bacino del Lago Sagami a Sagamihara.

## Programma
| Data            | Round      | Nota                                        |
| --------------- | ---------- | ------------------------------------------- |
| 20 ottobre 1964 | 2 Batterie | I primi 3 in finale. I restanti ai recuperi |
| 21 ottobre 1964 | 1 Recupero | I primi 3 in finale                         |
| 22 ottobre 1964 | Finale     |                                             |

## Risultati

### Batterie
| Pos. | Nazione          | Atleti                               | Tempo   |
| ---- | ---------------- | ------------------------------------ | ------- |
| 1    | Unione Sovietica | Andrij Chimič Stepan Oščepkov        | 4'08"05 |
| 2    | Francia          | Jean Boudehen Michel Chapuis         | 4'10"26 |
| 3    | Danimarca        | Peer Norrbohm John Rungsted Sørensen | 4'11"34 |
| 4    | Ungheria         | Antal Hajba Árpád Soltész            | 4'12"54 |
| 5    | Cecoslovacchia   | Miloslav Houzim Rudolf Pěnkava       | 4'28"81 |
| 6    | Stati Uniti      | James O'Rourke Jr. Joe Dronzek       | 4'51"65 |

| Pos. | Nazione   | Atleti                           | Tempo   |
| ---- | --------- | -------------------------------- | ------- |
| 1    | Germania  | Klaus Böhle Detlef Lewe          | 4'12"37 |
| 2    | Romania   | Igor Lipalit Achim Sidorov       | 4'12"81 |
| 3    | Finlandia | Kari Mäkinen Rudolf Närjänen     | 4'21"41 |
| 4    | Canada    | Andor Elbert Fred Heese          | 4'23"40 |
| 5    | Giappone  | Shunichi Iwamura Daisaburo Honda | 4'25"86 |
| 6    | Australia | Fred Wasmer Vid Juricskay        | 4'45"23 |

### Recupero
| Pos. | Nazione        | Atleti                           | Tempo   |
| ---- | -------------- | -------------------------------- | ------- |
| 1    | Ungheria       | Antal Hajba Árpád Soltész        | 4'35"30 |
| 2    | Canada         | Andor Elbert Fred Heese          | 4'38"18 |
| 3    | Cecoslovacchia | Miloslav Houzim Rudolf Pěnkava   | 4'38"79 |
| 4    | Giappone       | Shunichi Iwamura Daisaburo Honda | 4'40"54 |
| 5    | Stati Uniti    | James O'Rourke Jr. Joe Dronzek   | 4'51"98 |
| 6    | Australia      | Fred Wasmer Vid Juricskay        | 5'04"05 |

### Finale
| Pos.    | Nazione          | Atleti                               | Tempo   |
| ------- | ---------------- | ------------------------------------ | ------- |
| Oro     | Unione Sovietica | Andrij Chimič Stepan Oščepkov        | 4'04"64 |
| Argento | Francia          | Jean Boudehen Michel Chapuis         | 4'06"52 |
| Bronzo  | Danimarca        | Peer Norrbohm John Rungsted Sørensen | 4'07"48 |
| 4       | Ungheria         | Antal Hajba Árpád Soltész            | 4'08"97 |
| 5       | Romania          | Igor Lipalit Achim Sidorov           | 4'09"88 |
| 6       | Germania         | Klaus Böhle Detlef Lewe              | 4'13"18 |
| 7       | Canada           | Andor Elbert Fred Heese              | 4'21"99 |
| 8       | Cecoslovacchia   | Miloslav Houzim Rudolf Pěnkava       | 4'22"89 |
| 9       | Finlandia        | Kari Mäkinen Rudolf Närjänen         | 4'23"02 |